# Vaso di peonie su un piedistallo
Vaso di peonie su un piedistallo è un dipinto a olio su tela (93,2×70,2 cm) del pittore francese Édouard Manet, realizzato nel 1864 e conservato al museo d'Orsay di Parigi.

## Descrizione
Il genere delle nature morte godevano di grandissima popolarità nel corso degli anni 1860, ed era frequentato da artisti come Fantin-Latour, Degas, Monet e Renoir. Le nature morte assunsero una grande importanza ancora maggiore nell'opera di Manet, artista che - indignato dalla pittura di storia e di tutti quei «grandi marchingegni» - arrivò ad affermare:
(Édouard Manet)
Le nature morte di Manet, in effetti, furono assai ammirate dalla critica, che invece accolse assai freddamente il resto delle opere del maestro, prime fra tutte la Colazione sull'erba e l'Olympia. Anche Van Gogh, artista che pure si dedicò a nature morte floreali, ammirò molto Vaso di peonie su un piedistallo e ne elogiò soprattutto la raffinatezza della tessitura cromatica e la pennellata pastosa e vigorosa. A differenza degli altri artisti del tempo, tuttavia, Manet ebbe una naturale predilezione per i fiori con corolle grandi e petali carnosi, quelli che - insomma - riuscivano a occupare agevolmente tutta la superficie del quadro.
Nella fattispecie di questo dipinto è raffigurato un mazzo di peonie, specie floreale di grande pregio da poco importato dall'Oriente. Il mazzo è alloggiato in un piccolo vaso di ceramica decorata, tipico dell'era di Napoleone III, ed ha fiori con petali di vario colore, da bianco a rosso purpureo. Lo splendido mazzo si estende in tutte le direzioni, segnando un violento stacco cromatico con lo sfondo, bruno e omogeneo. Sul tavolo di legno grezzo, infine, troviamo uno stelo e un mucchietto di petali rosacei. Secondo molti critici questa si tratta di una vanitas, e i fiori in questo modo sarebbero emblemi della brevità della vita e del suo rapido sfiorire.